# Ducado de Provenza
El ducado de Provenza es un antiguo territorio del Imperio carolingio situado al este del delta del río Ródano. 

## Historia
El ducado de Provenza fue creado en el año 875 cuando Carlos el Calvo, rey de los Francos, recientemente nombrado emperador, nombra a su cuñado Bosón duque de Provenza. En el año 877 Boson fue llamado a Francia por Carlos el Calvo y el ducado fue confiado a su hermano Ricardo el Justiciero y a Hugo el Abad. En el año 879, Boson fue proclamado rey de Borgoña y de Provenza; después de esto el ducado de Provenza no fue atribuido a nadie.

## Reutilización del título
Entre 1173 y 1181 el condado de Provenza fue gobernado por el conde Ramón Berenguer III, nombrado por su hermano mayor el rey Alfonso II de Aragón. Para dejar clara la soberanía sobre su hermano, Alfonso II usó el título de duque de Provenza y su hermano el de conde.